# 背負式炮塔

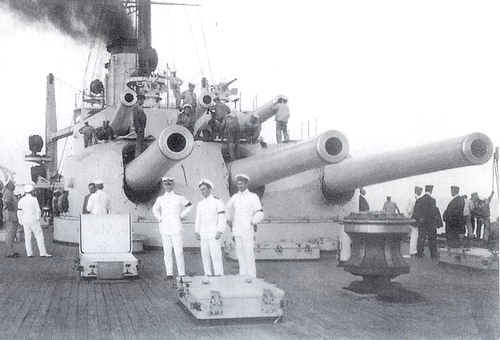
奧匈帝國海軍「泰格霍夫級」二號艦——「泰格霍夫號」戰艦的三聯裝炮塔照，可以清楚見得其「背負式炮塔」的配置。

背負式炮塔（英語：Superfiring，又譯作「超射型炮塔」）是一種軍艦武裝布局方式，指複數的主炮配置於軍艦中線，而位處第一個炮塔後方的第二炮塔裝設在較高的位置，這種設計能使第二炮塔能在不被第一炮塔擋住的情況下自由發揚火力，也能使炮塔不用配置左右舷，無法因應另一側的戰鬥，形成浪費。
「背負式炮塔」的出現與「無畏艦」造艦競賽有密切關聯，在海軍列強各「無畏艦」主炮口徑日漸增大、炮塔大型化的趨勢下，如何在一艘船上放上最多的炮塔和主炮已成最重要的問題之一。早期軍艦設計時曾擔憂背負式炮塔會在開炮時給予炮塔底層過大的壓力，美國海軍因此在淺水重炮艦「佛羅里達號」上進行試驗，確認安全後，自「南卡羅來納級」戰艦起開始使用此設計，之後成為各國的主流。
值得一提的是，最早採用「背負式炮塔」的船艦是1899年下水的法國戰艦「亨利四世號」，但該艦為主炮口徑不一的全重炮「前無畏艦」。「背負式炮塔」也不只用在戰艦、戰鬥巡洋艦為代表的主力艦上，美國海軍「亞特蘭大級」輕巡洋艦也有著三重炮塔，為雙連裝五吋艦炮。

## 資料來源
1. ↑  （英文）Chesneau, Roger. Kolesnik, Eugène , 编. . London: Conway Maritime Press. 1979: 295. ISBN 0-85177-133-5.